# Máire Geoghegan-Quinn
Máire Geoghegan-Quinn (5 settembre 1950) è una politica irlandese, commissario europeo per la ricerca, l'innovazione e la scienza nella Commissione Barroso II dal 2010 al 2014.
In precedenza è stata deputata e ministro.

## Biografia

### Formazione
Máire Geoghegan di formazione è insegnante.

### Carriera politica
Johnny Geoghegan, padre di Máire, è stato deputato al Dáil Éireann dal 1954 al 1975 per conto del Fianna Fáil nella circoscrizione di Galway West, incarico assunto da Máire Geoghegan-Quinn a partire dal 1975.
Nel 1979 Geoghegan-Quinn venne nominata ministro per gli affari gaelici, divenendo la prima donna ministro dello stato di Irlanda. Per un breve periodo servì anche come ministro dell'istruzione e della scienza nel 1982. Nel 1987 Geoghegan-Quinn venne nominata ministro presso il dipartimento del Taoiseach e svolse tale incarico fino al 1991. Nel 1992 Geoghegan-Quinn appoggiò la candidatura di Albert Reynolds come leader del Fianna Fáil e come primo ministro; dopo la sua vittoria Geoghegan-Quinn venne nominata ministro del turismo, dei trasporti e delle comunicazioni e l'anno successivo ministro della giustizia. Come ministro della giustizia promosse importanti riforme, tra cui la depenalizzazione dell'omosessualità. Dopo le dimissioni di Reynolds dal governo nel 1994, Geoghegan-Quinn si candidò come leader del suo partito contro Bertie Ahern, decidendo però di ritirarsi il giorno stesso del voto, evitando una probabile sconfitta.
Dopo le elezioni politiche del 1997 Geoghegan-Quinn si ritirò dalla vita politica, adducendo ragioni personali, ma probabilmente anche per le prospettive incerte della sua carriera politica. Dopo il ritiro dalla vita politica, Geoghegan-Quinn divenne direttore non esecutivo di Aer Lingus. Nel 1999 venne nominata membro della Corte dei conti europea e il suo mandato fu rinnovato nel 2006.

#### Commissario europeo
A fine 2009 il governo irlandese l'ha indicata per la Commissione europea.

## Vita personale
Máire Geoghegan è sposata e ha due figli.

## Curiosità
Nel 1996 ha pubblicato un romanzo, The Green Diamond.